# Sân bay quốc tế Belfast
Sân bay quốc tế Belfast (mã sân bay IATA: BFS, mã sân bay ICAO: EGAA) là một sân bay lớn nằm 11,5 NM (21,3 km; 13,2 mi) về phía tây bắc Belfast ở Bắc Ireland. Trước đây được biết và vẫn còn được gọi là Aldergrove sân bay, sau khi ngôi làng cùng tên nằm ngay phía tây của sân bay. Belfast quốc tế chia sẻ các đường băng của nó với Royal Air Force căn cứ RAF Aldergrove, mà nếu không có cơ sở riêng của mình.
Khoảng 4 triệu hành khách đi qua sân bay trong năm 2010, giảm 11,7% so với năm 2009. Sân bay quốc tế Belfast là sân bay bận rộn nhất ở Bắc Ireland và các sân bay bận rộn nhất thứ hai trên đảo Ireland về số lượng hành khách sau khi sân bay Dublin, và Tiếp theo là sân bay Belfast-City, Cork và Shannon.
Sân bay thuộc sở hữu của Abertis, cùng một công ty sở hữu Stockholm Skavsta và Cardiff sân bay và chủ của sân bay quốc tế Orlando Sanford và sân bay London Luton.

## Hãng hàng không và tuyến bay

### Hành khách
| Hãng hàng không      | Các điểm đến |
| -------------------- | --- |
| Aer Lingus           | Alicante, Arrecife, London-Heathrow, Málaga, Rome-Fiumicino [ends ngày 24 tháng 3 năm 2012], Tenerife-South Seasonal: Barcelona, Faro, Las Palams de Gran Canaria |
| EasyJet              | Alicante, Amsterdam, Barcelona, Bristol, Edinburgh, Faro, Glasgow-International, Kraków, Liverpool, London-Gatwick, London-Luton, London-Southend [begins ngày 2 tháng 4 năm 2012], London-Stansted, Málaga, Malta, Manchester, Newcastle upon Tyne, Paris-Charles de Gaulle, Seasonal: Geneva, Ibiza, Nice, Palma de Mallorca |
| Jet2.com             | Leeds/Bradford Seasonal: Alicante, Blackpool, Dubrovnik, Faro [begins ngày 26 tháng 5 năm 2012], Geneva, Ibiza, Jersey, Minorca, Murcia, Palma de Mallorca, Pisa |
| Thomas Cook Airlines | Arrefice, Las Palmas de Gran Canaria, Tenerife-South Seasonal: Alicante, Antalya, Bodrum, Dalaman, Fuerteventura, Heraklion, Ibiza, İzmir, Larnaca, Palma de Mallorca, Reus |
| Thomson Airways      | Seasonal: Arrecife, Bodrum, Burgas, Dalaman, Faro, Ibiza, Las Palmas de Gran Canaria, Málaga, Minorca, Palma de Mallorca, Reus, Tenerife-South |
| United Airlines      | Newark |

### Hàng hóa
| Hãng hàng không                    | Các điểm đến                     |
| ---------------------------------- | -------------------------------- |
| DHL Express                        | East Midlands, London-Luton      |
| Jet2.com                           | East Midlands                    |
| Loganair operated by Avion Express | Seasonal: Edinburgh (Royal Mail) |
| Maersk                             | London-Stansted                  |
| Titan Airways                      | Birmingham                       |
| FedEx Express                      | Paris-Charles De Gaulle          |
| TNT Airways                        | East Midlands,                   |